# Санта Катерина (Асти)
Санта Катерина је насеље у Италији у округу Асти, региону Пијемонт.
Према процени из 2011. у насељу је живело 130 становника. Насеље се налази на надморској висини од 219 м.